# Kiyoo Kanda
Kiyoo Kanda (神田 清雄?, Kanda Kiyoo; ... – 9 maggio 1970) è stato un calciatore giapponese, di ruolo centrocampista.

## Biografia
Kiyoo Kanda debuttò il 23 maggio 1923 nella Nazionale di calcio del Giappone,  durante l'edizione di quell'anno dei Giochi dell'Estremo Oriente a Osaka, giocando contro le Filippine, contro le quali il Giappone vinse segnando 2 gol. Disputò inoltre la partita del 24 maggio contro la Cina, che si concluse con un risultato di 5-1 a favore dei giapponesi.
Kiyoo Kanda fece parte anche della squadra comunale di Osaka.